# Elecciones seccionales de Ecuador de 1949
Las elecciones seccionales de Ecuador de 1949 se realizaron para elegir los cargos de 16 presidentes de consejos provinciales, 16 consejeros provinciales, 17 alcaldes y 17 concejales municipales para el periodo 1949-1951.

## Resultados a presidente de Concejo Provincial
| Provincia       | Presidente                  | Partido político |
| --------------- | --------------------------- | ---------------- |
| Azuay           | Luis Moreno Mora            | PCE              |
| Bolívar         |                             |                  |
| Cañar           |                             |                  |
| Carchi          |                             |                  |
| Chimborazo      |                             |                  |
| Cotopaxi        |                             |                  |
| El Oro          |                             |                  |
| Guayas          | Alejandro Ponce Luque       | PLRE             |
| Imbabura        |                             |                  |
| Loja            |                             |                  |
| Los Ríos        |                             |                  |
| Manabí          | Alfredo Suárez Quintero     |                  |
| Napo Pastaza    |                             |                  |
| Pichincha       | Jorge Moreno Calderón       |                  |
| Santiago Zamora |                             |                  |
| Tungurahua      | Temístocles Sevilla Sanchez |                  |

## Resultados a alcaldías
| Ciudad     | Provincia       | Alcalde elegido                   | Partido político |
| ---------- | --------------- | --------------------------------- | ---------------- |
| Cuenca     | Azuay           | Enrique Arízaga Toral             | PCE              |
| Guaranda   | Bolívar         | Gabriel Silva del Pozo            | PCE              |
| Azogues    | Cañar           | Carlos Aguilar Vásquez            | PSE              |
| Tulcán     | Carchi          | Marco Tulio Narváez Navarrete     | PCE              |
| Riobamba   | Chimborazo      | Rafael Alcides López Donoso       |                  |
| Latacunga  | Cotopaxi        | Rafael Cajiao Enríquez            | PCE              |
| Machala    | El Oro          | Diego Minuche Garrido             |                  |
| Esmeraldas | Esmeraldas      | Telémaco Cortés Bueno             | PLRE             |
| Guayaquil  | Guayas          | Rafael Guerrero Valenzuela        | MCDN             |
| Ibarra     | Imbabura        | Alfonso Almeida Andrade Marín     | PLRE             |
| Loja       | Loja            | Francisco Costa Zabaleta          |                  |
| Babahoyo   | Los Ríos        | Guillermo Baquerizo Jiménez       | PLRE             |
| Portoviejo | Manabí          | Cristóbal Azua Robles             | PCE              |
| Macas      | Santiago Zamora | Luis Felipe Jaramillo             |                  |
| Napo       | Napo Pastaza    | César Augusto Rueda               |                  |
| Quito      | Pichincha       | José Ricardo Chiriboga Villagómez | PLRE             |
| Ambato     | Tungurahua      | José Arcadio Carrasco Miño        | PCE              |